# Société météorologique de France
Société météorologique de France är ett franskt meteorologiskt sällskap. 
Sällskapet, som stiftades 1852, utgav sedan dess under många år Annuaires samt från 1868 några årgångar av Nouvelles météorologiques. 